# Vignola-Falesina
Vignola-Falesina är en kommun i provinsen Trento i regionen Trentino-Sydtyrolen i Italien. Kommunen hade 173 invånare (2018).